# 우바도역
우바도역(일본어: 姥堂駅)은 일본 후쿠시마현 기타카타시에 위치한 동일본 여객철도 반에쓰사이선의 철도역이다. 단선 승강장 1면 1선의 구조를 갖춘 지상역이다.

## 이용 현황
| 승차 인원 추이 | 승차 인원 추이 |
| 연도           | 1일 평균       |
| -------------- | -------------- |
| 2000           | 11             |
| 2001           | 8              |
| 2002           | 8              |
| 2003           | 8              |
| 2004           | 5              |

## 역 주변
- 국도 제121호선
- 우바도 강
- 이온 타운 시오카와

## 역사
- 1934년 11월 1일 : 일본 철도성의 역으로서 개업.
- 1945년 6월 10일 : 영업 중지.
- 1946년 6월 10일 : 영업 재개.
- 1987년 4월 1일 : 일본국유철도 분할 민영화에 의해, 동일본 여객철도가 승계.
- 2012년 3월 17일 : 다이어 개정에 의해 전차 일부가 기동차화로 인해, 하루 왕복 1회 추가 정차됨.

## 인접 역
| 동일본 여객철도 ■ 반에쓰사이선 | 동일본 여객철도 ■ 반에쓰사이선 | 동일본 여객철도 ■ 반에쓰사이선 |
| ------------------------------ | ------------------------------ | ------------------------------ |
| 시오카와 고리야마 방면         | ■ 보통                         | 아이즈토요카와 니쓰 방면       |